# Pfarrkirche Michelbach

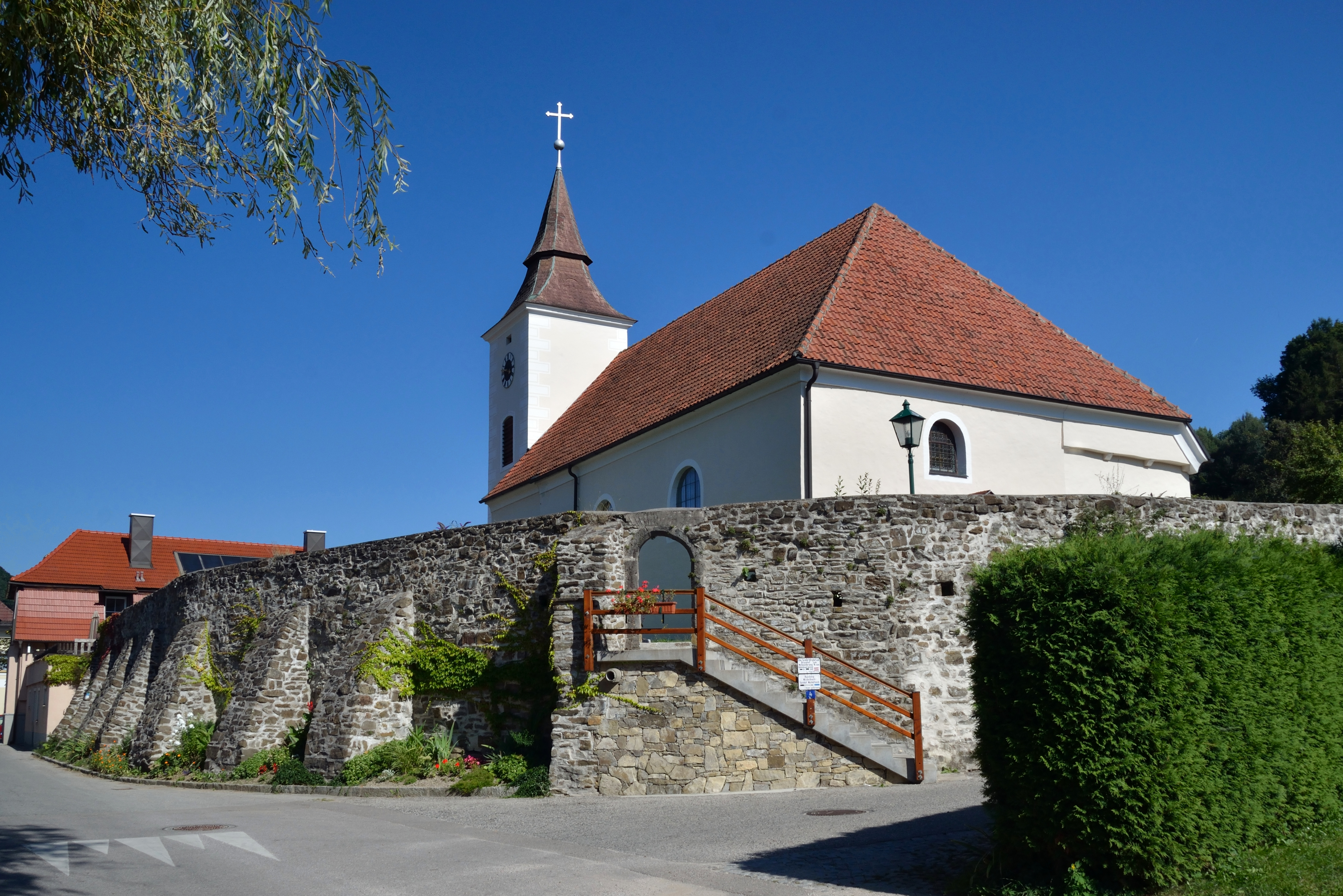
Katholische Pfarrkirche hl. Michael in Michelbach

Die römisch-katholische Pfarrkirche Michelbach steht leicht erhöht am westlichen Ortsrand der Marktgemeinde Michelbach im Bezirk St. Pölten-Land in Niederösterreich. Die dem Patrozinium Erzengel Michael unterstellte Pfarrkirche gehört zum Dekanat Neulengbach in der Diözese St. Pölten. Die Kirche und der Friedhof mit der Wehrmauer stehen unter Denkmalschutz (Listeneintrag).

## Geschichte
Die Pfarre wurde 1124 genannt und 1705 neu errichtet und war bis 1954 dem Stift Göttweig inkorporiert.
Die romanische Kirche wurde im 14. Jahrhundert und im Barock erweitert. Von 1963 bis 1968 war eine Restaurierung.

## Architektur
Die schlichte im Kern romanische Chorquadratkirche mit einem vorgestellten Ostturm steht in einem ehemaligen Friedhof umgeben von einer Wehr- und Futtermauer mit Schießscharten und einem kleinen abgefasten Rundbogenportal im Nordosten.
Das Kircheninnere zeigt ein Langhaus im Kern aus dem 13. Jahrhundert unter einer Flachdecke mit zwei weiten Arkaden an der Südwand zum Seitenschiff aus dem 18. Jahrhundert unter einer Flachdecke, ehemals eine Kapelle aus dem 14. Jahrhundert. Die Westempore auf Holzsäulen entstand im späten 18. Jahrhundert. Der breite Triumphbogen ist leicht eingezogen. Das Chorquadrat ist platzlgewölbt, im Dachboden zeigen sich ehemalige Gewölbeansätze.
Die Glasmalerei hl. Petrus entstand im Ende des 19. Jahrhunderts.

## Einrichtung
Der Hochaltar als Säulenretabel aus der Mitte des 18. Jahrhunderts erhielt in der zweiten Hälfte des 19. Jahrhunderts Ergänzungen, er zeigt das Altarblatt Mariä Himmelfahrt und trägt die Statuen der Heiligen Martin und Ulrich und im Auszug hl. Michael.
Zwei Gemälde hl. Josef mit Jesus und Herz Jesu malte Josef Kessler 1874 und 1872.
Die Orgel mit 9 Registern baute Orgelbau Cäcilia 1924. Eine Glocke nennt 1535.